# Никитин, Игорь Валерьевич (1987)
Игорь Валерьевич Никитин (род. 9 марта 1987, Череповец, Вологодская область) — российский хоккеист, защитник.

## Биография
Воспитанник череповецкой «Северстали». В сезоне 2001/02 дебютировал за «Северсталь-2» в первой лиге первенства России. В начале сезона 2004/05 провёл три матча в Суперлиге за «Северсталь». Дальнейшую карьеру провёл в командах низших дивизионов России — «Спартак» СПб (2005/06), «Автомобилист» Екатеринбург (2006/07), «Титан» Клин (2007/08), ХК ВМФ СПб (2008/09 — 2011/12), «Ермак» Ангарск (2012/13), ТХК Тверь (2013/14), «Сокол» Красноярск (2014/15), «СКА-Нева» (2015/16).
Участник чемпионата мира среди юниоров 2005.